# 심규언
심규언(沈圭彦, 1955년 10월 1일~)은 대한민국의 정치인이다. 제17·18·19대 강원도 동해시장(민선 6·7·8기)이다.

## 학력
- 북삼초등학교 졸업
- 북평중학교 졸업
- 강원대학교 사범대학 부설고등학교 졸업
- 한국방송통신대학교 법학과 학사
- 관동대학교 경영행정대학원 행정학 석사

## 경력
- 1981년 4월: 행정7급 공채
- 1995년 8월: 사무관 승진
- 동해시 문화공보실 실장
- 동해시 환경보호과 과장
- 동해시 북삼동장
- 동해시 금강산관광지원사업소 소장
- 동해시 사회복지과 과장
- 동해시 세무과 과장
- 동해시 회계과 과장
- 동해시 기획예산담당관
- 동해시 행정지원과 과장
- 동해시 기획감사담당관
- 동해시 자치행정과 과장
- 동해시 행정지원국 국장
- 2008년 7월: 서기관 승진, 동해시 자치행정국 국장
- 2011년 7월~2012년 5월: 제22대 강원도 동해시 부시장
- 2012년 5월~2014년 2월: 동해시 시장권한대행
- 새누리당 지방자치행정위원
- 2014년 7월~: 제17~19대 강원도 동해시장
- 자유한국당 대표행정자치위원
- 강원발전연구원 이사

## 상훈
- 1999년 보건복지부장관 표창
- 2005년 국무총리 표창
- 2010년 민주평화통일자문회의 대통령 표창

## 논란

### 공직선거법 위반 혐의 무죄
시장 재임 기간 시에서 추진하는 사업이 개인의 업적인 것처럼 하여 홍보 동영상을 수차례 개인 SNS에 게재한 혐의(공직선거법 위반)로 기소되었다. 2019년 2월 14일 춘천지법 강릉지원에서 열린 1심에서 공직선거법 위반 혐의에 대해 벌금 70만 원을 선고받았다. 2019년 5월 29일 서울고법 춘천재판부에서 열린 2심에서 공직선거법 위반 혐의에 대해 무죄를 선고받았다. 2019년 8월 30일 대법원에서 원심이 확정되었다.

### 뇌물수수 혐의
공소사실에 따르면 심 시장은 2022년 동해시 ‘대게마을 조성 사업’ 운영자 선정을 대가로 수산업자인 A씨에게 5000만원을 받은 혐의를 받고 있다. 출장 경비 목적으로 수산업자 A씨에게 1000만원을 받은 혐의도 받는다.) 심 시장은 2021년 3월부터 지난해 8월까지 시멘트 제조기업에 편의를 제공해 주는 대가로 한 운송업체 계좌를 통해 11억원을 받은 혐의도 받고 있다. 검찰은 해당 운송업체가 재산상 이득을 취할 목적으로 신규 설립된 회사로 형식상 대표는 A씨라고 밝혔다.
심규언 시장은 혐의를 모두 부인했다. 심 시장 변호인은 “(수산업자와 관련된) 금전을 받았다는 부분에 대해서는 그런 사실이 없고, 시멘트 회사와 관련된 공소사실도 피고인이 제대로 알지 못하는 부분”이라고 밝혔다. 변호인 측은 현재 검찰의 수사 기록을 검토하는 단계로, 증거와 관련해 위법 수집 여부를 다툴 수도 있다는 입장을 밝혔다.

## 역대 선거 결과
|  | 47.52% |

|  | 42.71% |

|  | 57.09% |